# Moncy
Moncy és un municipi francès situat al departament de l'Orne i a la regió de Normandia. L'any 2007 tenia 228 habitants.

## Demografia

### Població
El 2007 la població de fet de Moncy era de 228 persones. Hi havia 94 famílies de les quals 26 eren unipersonals (11 homes vivint sols i 15 dones vivint soles), 34 parelles sense fills i 34 parelles amb fills.
La població ha evolucionat segons el següent gràfic:
Habitants censats

### Habitatges
El 2007 hi havia 112 habitatges, 93 eren l'habitatge principal de la família, 13 eren segones residències i 7 estaven desocupats. 102 eren cases i 10 eren apartaments. Dels 93 habitatges principals, 70 estaven ocupats pels seus propietaris i 22 estaven llogats i ocupats pels llogaters; 7 tenien una cambra, 3 en tenien dues, 16 en tenien tres, 29 en tenien quatre i 37 en tenien cinc o més. 68 habitatges disposaven pel capbaix d'una plaça de pàrquing. A 38 habitatges hi havia un automòbil i a 43 n'hi havia dos o més.

### Piràmide de població
La piràmide de població per edats i sexe el 2009 era:
| Homes | Edats   | Dones |
| ----- | ------- | ----- |
| 0     | 95 o +  | 0     |
| 4     | 90 a 94 | 12    |
| 4     | 85 a 89 | 4     |
| 0     | 80 a 84 | 0     |
| 0     | 75 a 79 | 8     |
| 8     | 70 a 74 | 4     |
| 16    | 65 a 69 | 8     |
| 8     | 60 a 64 | 12    |
| 4     | 55 a 59 | 4     |
| 8     | 50 a 54 | 4     |
| 8     | 45 a 49 | 8     |
| 4     | 40 a 44 | 4     |
| 8     | 35 a 39 | 8     |
| 8     | 30 a 34 | 12    |
| 4     | 25 a 29 | 8     |
| 0     | 20 a 24 | 8     |
| 8     | 15 a 19 | 8     |
| 4     | 10 a 14 | 8     |
| 4     | 5 a 9   | 8     |
| 0     | 0 a 4   | 4     |

## Economia
El 2007 la població en edat de treballar era de 125 persones, 100 eren actives i 25 eren inactives. De les 100 persones actives 91 estaven ocupades (49 homes i 42 dones) i 10 estaven aturades (6 homes i 4 dones). De les 25 persones inactives 7 estaven jubilades, 10 estaven estudiant i 8 estaven classificades com a «altres inactius».

### Ingressos
El 2009 a Moncy hi havia 93 unitats fiscals que integraven 225,5 persones, la mediana anual d'ingressos fiscals per persona era de 15.618 €.

### Activitats econòmiques
Dels 3 establiments que hi havia el 2007, 1 era d'una empresa de construcció i 2 d'empreses de comerç i reparació d'automòbils.
Dels 2 establiments de servei als particulars que hi havia el 2009, 1 era una fusteria i 1 restaurant.
L'any 2000 a Moncy hi havia 9 explotacions agrícoles.

## Poblacions més properes
El següent diagrama mostra les poblacions més properes.